# Heterostemma tanjorensis
Heterostemma tanjorensis är en oleanderväxtart som beskrevs av Robert Wight och Arn.. Heterostemma tanjorensis ingår i släktet Heterostemma och familjen oleanderväxter. Inga underarter finns listade i Catalogue of Life.